# Bandera de Guadalupe (Francia)
El departamento y región de ultramar francés de Guadalupe, no posee otra bandera oficial más que la tricolor de Francia.

## Diseño
Los colores oficiales de la bandera son:[cita requerida]
| Tipo    | Azul        | Blanco  | Rojo      |
| Pantone | Reflex Blue | Safe    | 32        |
| CMYK    | 100.70.0.0  | 0.0.0.0 | 0.90.86.0 |
| RGB     | #002654     | #FFFFFF | #ce1126   |

## Otras banderas
La bandera de Guadalupe es la bandera de Francia, siendo el único símbolo oficial del departamento de ultramar francés.
Además de la bandera francesa, a menudo se utiliza como bandera regional un logotipo regional inscrito sobre un fondo blanco, similar a lo que se hace en Mayotte y Reunión. El logotipo de Guadalupe muestra un sol y un pájaro estilizados sobre un cuadrado verde y azul claro con el subíndice REGION GUADELOUPE subrayado en amarillo.
Existe una bandera, de uso no oficial que es un estandarte en el que figuran los elementos del escudo de armas de Pointe-à-Pitre, una de las ciudades más importantes de la isla, como símbolo que representa a toda la isla. Consiste en un paño de color negro (en ocasiones rojo) en el que aparece representado el sol de color dorado, acompañado por una caña de azúcar verde. En la parte superior figura una franja horizontal de color azul que contiene tres flores de lis.

Bandera del GONG propuesta entre 1963 y 1977
Bandera no oficial propuesta por la UPLG a partir de 1978
Bandera no oficial. Variante negra
Bandera no oficial. Variante roja
Escudo de Pointe-à-Pitre, extendido como símbolo no oficial de toda la isla